# Trận Kumanovo
Trận Kumanovo (1912) là một trong những trận đánh quyết định nhất của cuộc Chiến tranh Balkan lần thứ nhất, giữa Vương quốc Serbia và Đế quốc Ottoman. Trong trận chiến, Quân đội Serbia do Thái tử Alexander chỉ huy đã đánh tan Quân đội Ottoman do Nguyên soái Zekki Pasha chỉ huy. Hai phe đều chịu thiệt hại không nhỏ, nhưng thắng lợi này đã thể hiện khả năng tập trung binh lực và khí thế mạnh mẽ của quân Serbia, cũng như tinh thần nhiệt huyết và cương quyết của các Sĩ quan cấp cao. và góp phần mang lại chiến thắng chóng vánh cho các nước Liên minh Balkan trong cuộc chiến tranh.
Khi chiến tranh bùng nổ vào năm 1912, Thái tử Serbia là Alexander (Tư lệnh Tập đoàn quân số 1) đã tiến công Macedonia, và tiếp cận với quân đội của Zekki Pasha ở Kumanovo về phía Đông Bắc Skopje. Theo thượng lệnh của Tham mưu trưởng Nizam Pasha, Tập đoàn quân Vardar của Zekki Pasha, bao gồm ba Quân đoàn V, VI, và VII (của các Tướng Kara Said Pasha, Djavid Pasha, Fethi Pasha) mở trận Kumanovo đẫm máu. Quân Serbia bất ngờ và bị đánh thiệt hại nặng do nhiều đơn vị chưa tham chiến và Pháo binh Serbia di chuyển chậm chạp. Một khi đã hội đủ, quân Serbia dưới quyền và Đại tướng Radomir Putnik đã tấn công dồn dập các cứ điểm của quân Ottoman dưới lạn đạn pháo khốc liệt đối phương. Khi đến sát chiến hào của quân Ottoman, quân Serbia chiến đấu bằng lưỡi lê. Dù vậy, quân Ottoman vẫn giữ lợi thế vào cuối ngày 23 tháng 10 năm 1912. Nhưng sang ngày hôm sau thì những đợt phản công không ngừng của quân Serbia đã thay đổi thế trận: Pháo binh Serbia (hiệu Creuzot) tiếp cận chiến trường vào ngày 24 tháng 10 và chứng tỏ hiệu quả vượt bậc so với Pháo binh hiệu Krupp của quân Thổ Ottoman. Do không có khả năng dùng pháo, quân Ottoman bị Pháo binh Serbia đè bẹp. Cả hai bên đều tổn thất khoảng 4.000 quân. Cứ điểm của quân Thổ Ottoman cuối cùng đã thất thủ và họ phải triệt thoái về Monastir. Cùng thời điểm với thất bại Kumanovo, quân Ottoman tại Thrace cũng thua lớn trong trận Kirk Kilissa. Trận Kumanovo được xem là trận đánh lớn nhất của cuộc chiến, quyết định đến thắng lợi cuối cùng của Liên minh Balkan và sự đánh đuổi hoàn toàn của người Thổ Ottoman ra khỏi vùng Balkan.
Viện binh Ottoman cũng không thể vãn hồi tình hình. Skopje cuối cùng đã được giải phóng sau suốt hàng thế kỷ nằm dưới sự thống trị của Đế quốc Ottoman. Quân Serbia cũng tiến vào Monastir, cùng với quân Montenegro. Thậm chí sau đại thắng, họ còn tràn vào xứ Albania. Sau thắng lợi, sĩ khí quân đội Serbia tăng vọt và, họ chiếm được phần lớn miền Macedonia. Ngoài ra, chiến thắng lẫy lừng này còn có ý nghĩa quan trọng đối với "huyền sử" dân tộc Serbia: quân Serbia đã đại phá quân Thổ, nghĩa là đã rửa hận cho trận Kosovo hồi năm 1388 khi quân Ottoman đánh thắng quân Serbia và mở ra quá trình xâm lược của Đế quốc Ottoman vào vùng Balkan.. Qua đó, đại thắng tại Kumanovo đã mở ra một trang mới cho lịch sử Serbia. Với công tích không nhỏ, Putnik đã được vua Peter I phong hàm Nguyên soái.

## Kế hoạch tác chiến của hai bên
Quân đội Serbia đặt ra mục tiêu hủy diệt Quân đội Ottoman trong một trận đánh quyết định, trước khi người Thổ Ottoman có thể hoàn tất việc tổng động viên và phân bố lực lượng. Những người lập kế hoạch của Serbia đặt giả thiết là quân Ottoman sẽ được triển khai bố phòng chủ yếu tại thung lũng Vardar và tại cao nguyên Ovče Pole có tầm quan trọng mang tính chiến lược. Họ quyết tâm dùng ba Tập đoàn quân để bao vây gọng kìm quân đội Thổ Ottoman.